# Rewmi
Rewmi est un parti politique sénégalais, dont le chef est Idrissa Seck.

## Histoire
Le parti politique Front pour le Progrès et la Justice (FPJ), prend le nom de REWMI à la suite de la résolution no 1 adoptée par son 1er congrès ordinaire du 2 octobre 2006.
Rewmi dirigé par Idrissa Seck, ancien premier ministre et maire de la ville de Thiès a choisi le boycott lors des élections législatives de 2007.
Idrissa Seck éliminé au premier tour, apporte son soutien à Macky Sall, candidat de la coalition Bennoo Bokk Yaakaar (BBY) au second tour de l’élection présidentielle de 2012.
Lors des élections législatives de 2012, le parti Rewmi obtient 10 députés dont Thierno Bocoum élu député au scrutin de liste nationale pour la coalition Benno Bok Yaakaar.
En septembre 2013, le secrétariat national du parti décide de quitter la coalition Benno bokk Yakkar.
En septembre 2013, Idrissa Seck annonce sa sortie de la caolition Benno Bokk Yakaar Laquelle caalition a mené Macky Sall à la présidence du Sénégal en 2012.
Suite aux éléections présidentielles de 2024, le Sénégal assiste à la création d'une coalition dénommée « bloc des libéraux et démocrates » (BLD) entre le camp de l'ex président Macky Sall et Idrissa Seck, l'ex-premier ministre sous le mandat d'Aboulaye Wade. Cette coalition est composée de plus 40 partis politique au Sénégal.

## Orientation
Rewmi est un parti politique libéral.
Sa philosophie est Rassembler pour Servir.

## Symboles
En langue wolof, rewmi signifie "le pays". Il existe également un site Internet dénommé rewmi.com qui n'a rien à voir avec le parti de Idrissa Seck. Rewmi.com est un média indépendant.

## Organisation
Le siège du parti se trouve à Dakar.

## Résultats électoraux
Depuis sa création Rewmi participe à quatre élections présidentielles au Sénégal, à savoir 2007, 2012, 2019 et 2024.

### Élections présidentielles 2024
Idrissa Seck à la tête de son parti obtient 0,9% des voix lors de la présidentielle de 2024. Idrissa Seck participe à son quatrième scrutin, et se voit classer 5e avec 40 286 voix, soit 0,90 % des votes. Le parti Rewmi est classé derrière Parti de l'unité et du rassemblement d'Aliou Mamadou Dia et Taxawu Sénégal respectivement 3e et 4e du scrutin.

### Élections présidentielles 2019
L'ex premier ministre sous Abdoulaye Wade et ancien maire de Thiès à la tête du Rewmi, est classé 2e derrière le président Macky Sall avec 20,51 % des voix soient 899 556 votes. Rewmi s'affirme comme le véritable parti de l'opposiition sous le deuxième mandat de Macky Sall,,,.

### Élections présidentielles 2012
Idrissa Seck est candidat à la présidentielle de 2012 pour la deuxième fois de suite, tête de caolition avec son parti politique Rewmi. Rewmi arrive 5e suite aux éléctions présidentielles,.

### Élections présidentielles 2007
Dans la perspective d'une participation à l'élection présidentielle de 2007, Idrissa Seck crée en 2006 son parti politique dénommé Rewmi qui veut dire "pays" en Wolof. Suite à l'élection présidentielle de février 2007, Idrissa Seck à la tête de Rewmi finit deuxième avec 14,86% des voix, contre 55,90% pour le président Wade,.